# ウィケットキーパー

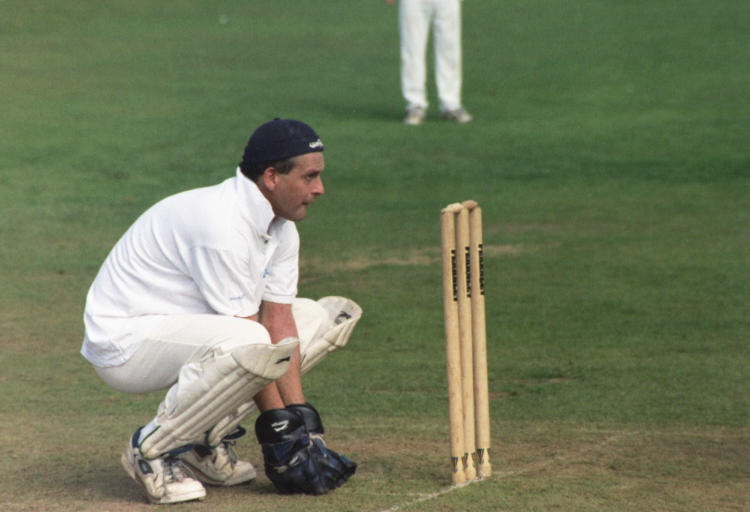
ウィケットキーパー

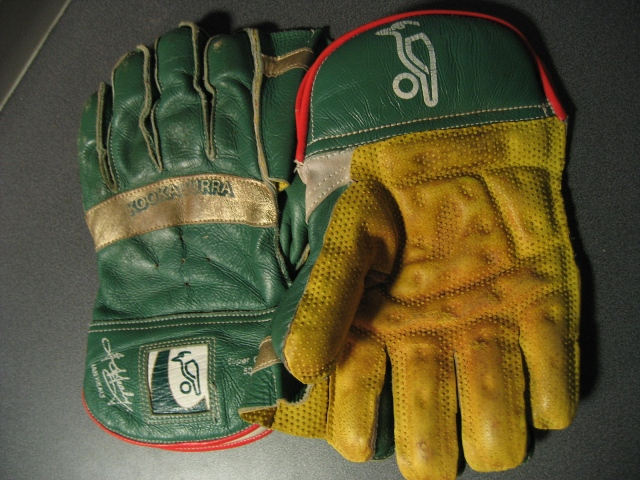
ウィケットキーパーのグローブ

ウィケットキーパー（英: wicket-keeper）とは、クリケットにおける守備のポジションの一つである。捕手（ほしゅ）ともいう。

## 概要
ストライカーのバッツマン側のウィケットの後方にポジショニングし、ボウラーの投球を捕球する。また、バッツマンの打ち損じた打球をキャッチしてアウトを狙うのが主な役目である。野手で唯一プロテクターとグローブをつけることのできるポジションでもある。

## 代表的なウィケットキーパー

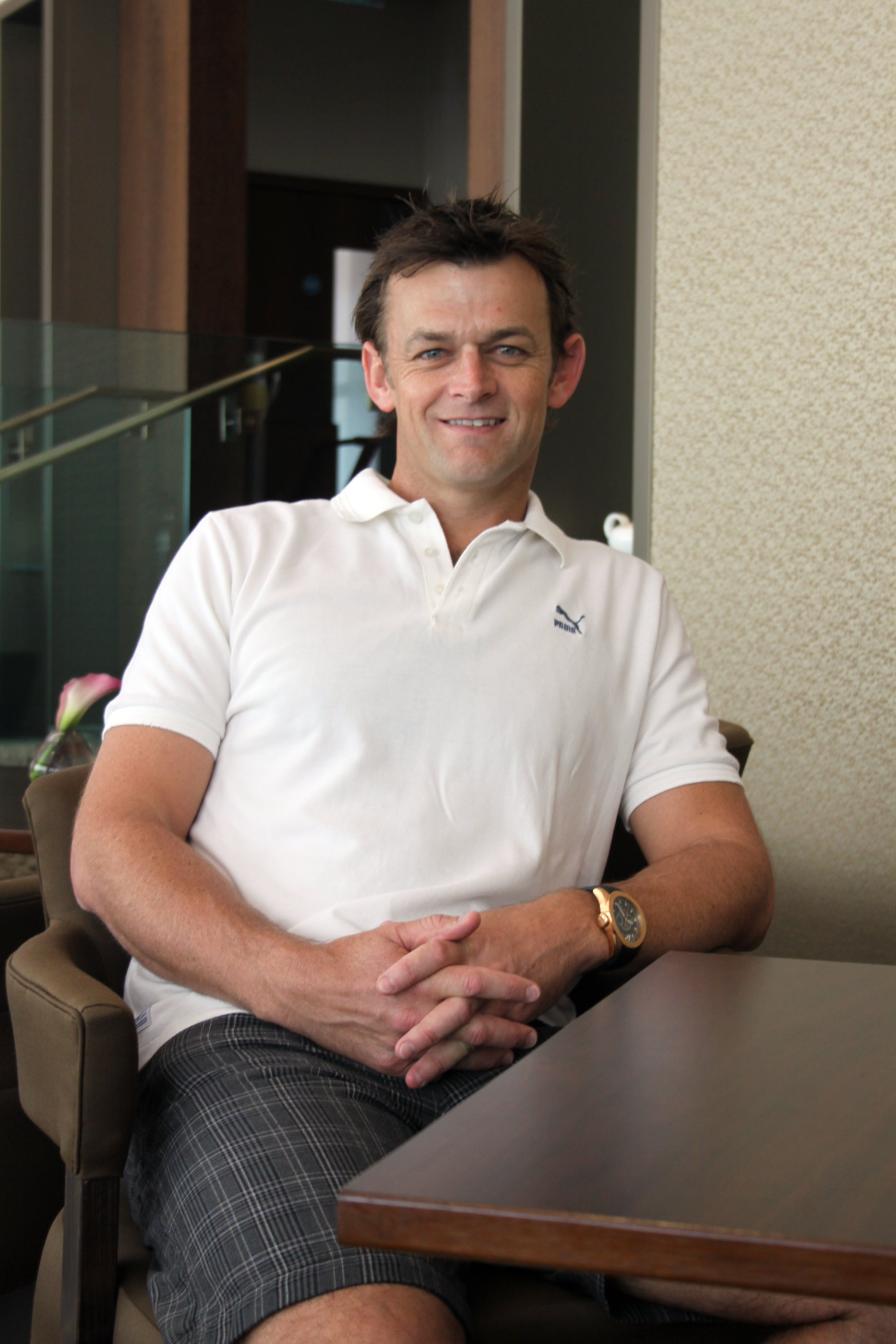
アダム・ギルクリスト
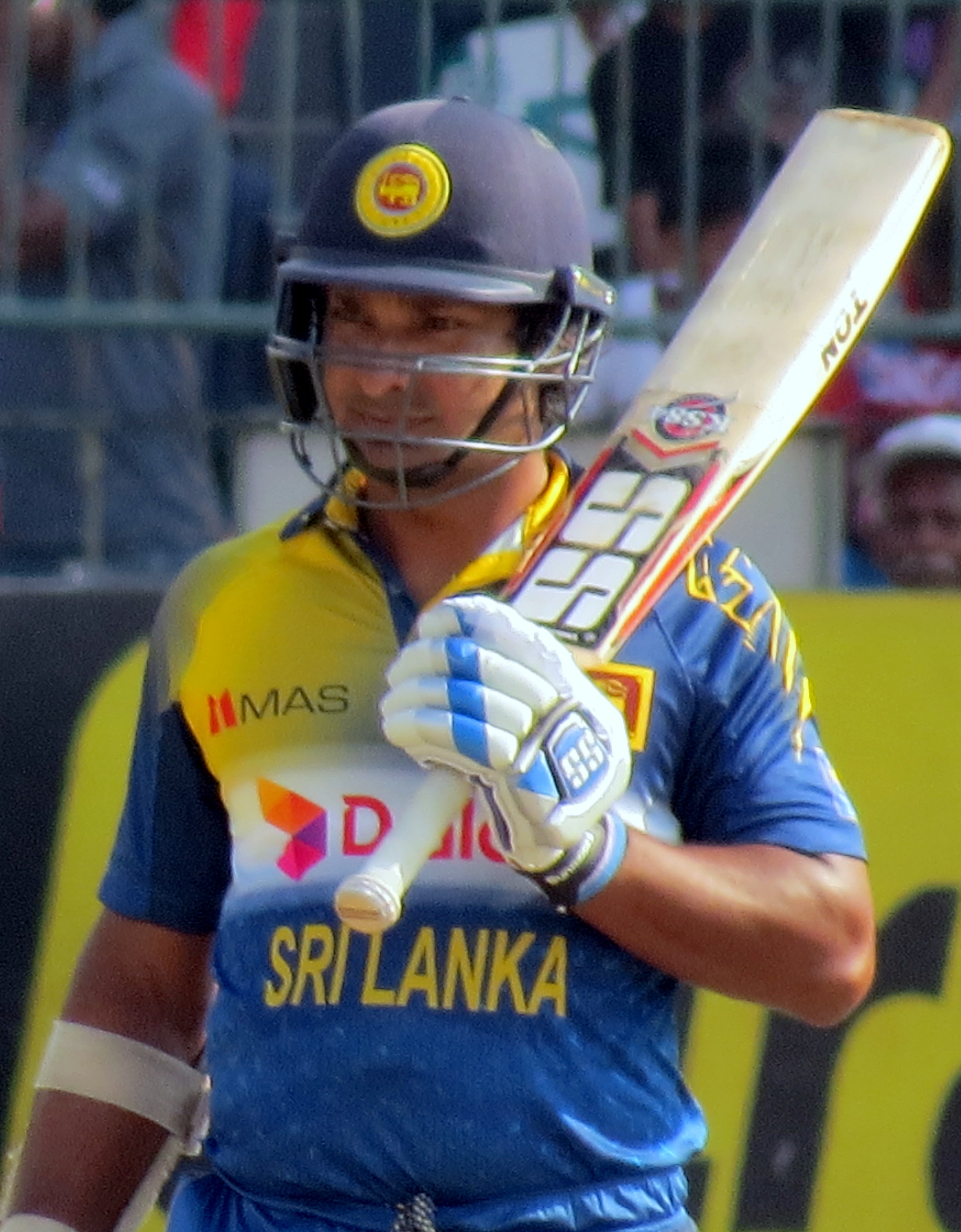
クマール・サンガッカラ
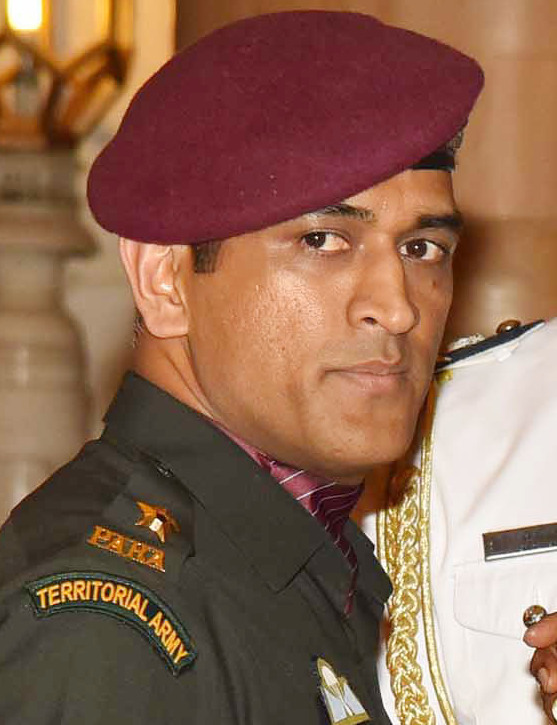
マヘンドラ・シン・ドーニ